# Imunoglobulinska superfamilija
Imunoglobulinska superfamilija (IgSF) je velika grupa membranskih i rastvornih proteina, koja učestvuje u prepoznavanju, vezivanju, ili adhezionim procesima ćelija. Molekuli su grupisani u ovu superfamiliju na osnovu zajedničkih strukturnih svojstava sa imunoglobulinima (takođe poznatim kao antitela). Svi oni poseduju domen poznat kao imunoglobulinski domen ili savijanje. Članovi IgSF su antigenski receptori sa ćelijske površine, koreceptorski i kostimulatorni molekuli imunskog sistema, molekuli koji učestvuju u prezentaciji antigena na limfocitima, ćelijski adhezivni molekuli, pojedini citokinski receptori i intracelularni mišićni proteini. Oni se često deo imunskog sistema.

## Imunoglobulinski domeni
Proteini imunoglobulinska superfamilije poseduju strukturni domen poznat kao imunoglobulin (Ig) domen. Ig domeni su dobili ime po molekulu imunoglobulina. Oni sadrže oko 70-110 aminokiselina i grupišu se na osnovu njihove veličine i funkcije. Ig-domeni poseduju karakteristično imunoglobulinsko savijanje, koje ima strukturu sličnu sendviću formiranu od dve ravni sa antiparalnim beta lancima. Interakcije između hidrofobnih aminokiselina unutrašnje strane sendviča i visoko konzervirane disulfidne veze formirane između cisteina u B i F lancima, stabilizuju Ig-savijanje. Jedan kraj Ig domena ima sekciju koja se naziva region određivanja komplementarnosti koji je važan za specificifičnost antitela za njihove ligande.

## Klasifikacija
Domeni koji su slični sa Ig se mogu klasifikovati kao IgV, IgC1, IgC2, ili IgI.
Većina Ig domena su bilo promenljivi (IgV) ili konstantni (IgC).
- domeni sa 9 beta lanaca su generalno duži od IgC domena sa 7 beta lanaca.
- i :  domeni nekih IgSF članova podsećaju na IgV domene po aminokiselinskim sekvencama, mada imaju sličnu veličinu sa IgC domenima. Oni se nazivaju  domenima, dok se standardni IgC domeni nazivaju  domenima.
- : Drugi Ig domeni koji se nazivaju intermedijerni (I) domeni.[4]

## Spoljašnje veze
- [http://supfam.org/SUPERFAMILY/cgi-bin/scop.cgi?sunid=48726